# Maison d'Alfred Marzolff
La maison d'Alfred Marzolff est un monument historique situé à Strasbourg, dans le département français du Bas-Rhin.

## Localisation
Ce bâtiment est situé au 3 rue des Pontonniers à Strasbourg.

## Historique
L'architecte Gustave Oberthür travaille avec le sculpteur Alfred Marzolff. En 1903, il lui construit sa villa au 3, rue des Pontonniers à Strasbourg qui sert également d'atelier au sculpteur. Alfred Marzolff sculpte un balcon représentant un homme et une femme, allégories du Rhin et de la Moselle et des sculptures sur la porte d'entrée.
L'édifice fait l'objet d'une inscription au titre des monuments historiques depuis 2002.